# Eupoecilia scytalephora
Eupoecilia scytalephora es una especie de polilla del género Eupoecilia, familia Tortricidae.
Fue descrita científicamente por Diakonoff en 1952.

## Distribución
Se encuentra en Nueva Guinea.